# گرگوار آصلان
گرگوار آسلان (ارمنی: Գրեգուար Ասլան؛ ۲۸ مارس ۱۹۰۸ – ۸ ژانویهٔ ۱۹۸۲) بازیگر ارمنی بود.

## فیلم‌شناسی
- واحه (۱۹۵۵)
- آقای آرکادین (۱۹۵۵)
- شاه شاهان (۱۹۶۱)
- کلئوپاترا (۱۹۶۳)
- ساعت بیست و پنج (۱۹۶۷)
- سفر طلایی سندباد (۱۹۷۳)
- دختری از پترووکا (۱۹۷۴)
- بازگشت پلنگ صورتی (۱۹۷۵)
- ملاقات با مردمان برجسته (۱۹۷۹)